# Rotterdam Centrum

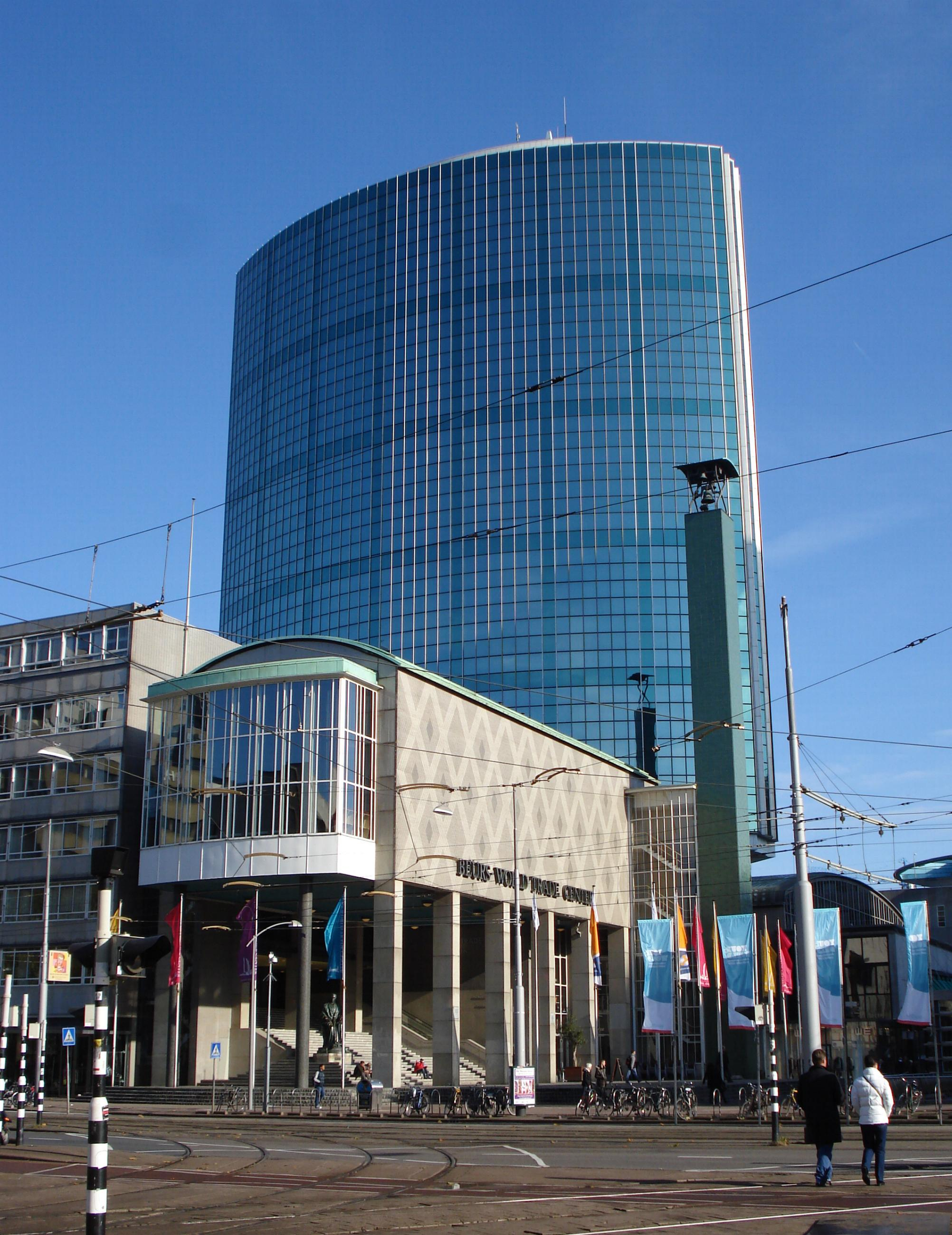
Rotterdam centrum (Coolsingel en het Beursplein)

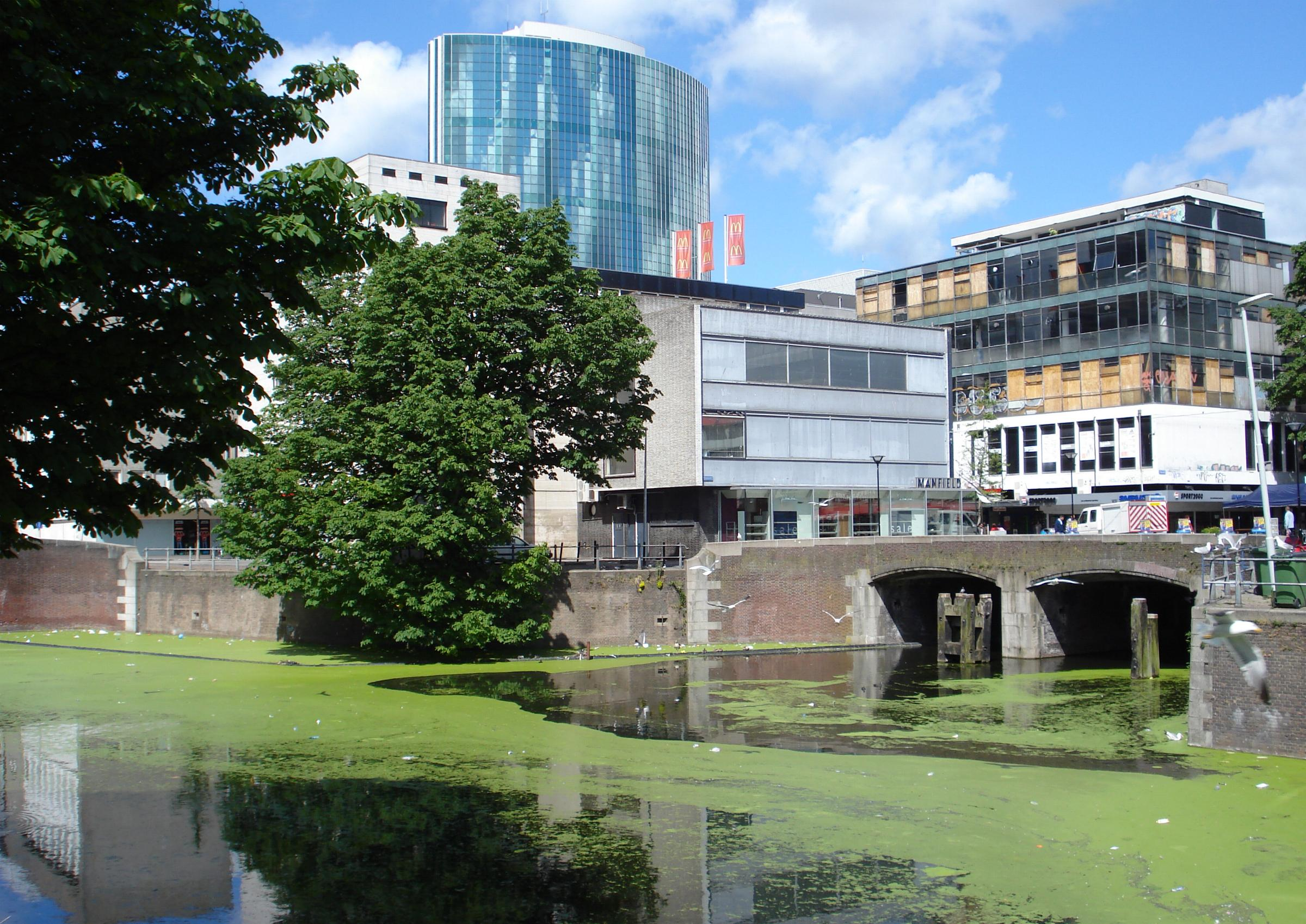
De Delftsevaart bij de Hoogstraat

Rotterdam Centrum is een bestuurscommissiegebied van de gemeente Rotterdam. Op 1 januari 2023 telde Rotterdam Centrum 41.190 inwoners.
Het centrum van Rotterdam wordt begrensd door het emplacement van het Centraal Station en de Goudsesingel in het noorden, de Tunneltraverse van de Henegouwerlaan en 's-Gravendijkwal in het westen, de Nieuwe Maas in het zuiden en het Oostplein in het oosten.
Bepalend voor het huidige aanzien van het centrum zijn de volgende zaken geweest:
- De geschiedenis van Rotterdam, waarin de Stadsdriehoek is ontstaan
- Het Waterproject waarbij onder meer de Westersingel werd aangelegd
- Het bombardement op Rotterdam in 1940, dat het grootste deel van het historische centrum heeft verwoest
- Het Basisplan voor de Wederopbouw van Rotterdam, dat de stedenbouwkundige ontwikkeling tot 1970 heeft bepaald
- De ontwikkeling van hoogbouw vanaf 1980

## Herkenningspunten
Enkele herkenbare punten zijn onder meer:
- Euromast
- Beurstraverse (Koopgoot), met het Beurs World Trade Center Rotterdam
- Lijnbaan
- Coolsingel met stadhuis en Hofplein
- Erasmusbrug
- Willemsbrug
- Diverse stations van de Rotterdamse metro
- Grote of Sint-Laurenskerk
- Bibliotheek Rotterdam
- Kubuswoningen
- Het Schielandshuis
- Markthal
- Centraal Station

## Buurten
De indeling in buurten is als volgt:
- Oude Westen
- Stadsdriehoek
- Cool
- CS-kwartier
- Nieuwe Werk (Scheepvaartkwartier)
- Dijkzigt

## Bestuur
Van 3 maart 2010 tot 19 maart 2014 was Rotterdam Centrum een deelgemeente, daarna werd het een 'gebiedscommissiegebied'.

### Zetelverdeling van de gebiedscommissie en deelraad Rotterdam Centrum
| Partij | Deelraad | Deelraad | Commissie |
| Partij | 2006     | 2010     | 2014      |
| ------ | -------- | -------- | --------- |
| D66    | -        | 2        | 3         |
| LR     | 4        | 3        | 3         |
| VVD    | 2        | 2        | 2         |
| PvdA   | 5        | 3        | 2         |
| SP     | -        | -        | 2         |
| GL     | 1        | 2        | 1         |
| CDA    | 1        | 1        | -         |
| Totaal | 13       | 13       | 13        |

De onderstreepte getallen vormen de hieruit onderhandelde bestuursmeerderheid.

## Verkeer en vervoer

### Openbaar vervoer
Rotterdam Centrum is uitstekend bereikbaar met openbaar vervoer, zoals de Rotterdamse metro, de Rotterdamse tram, het Rotterdams busnet en de trein. De trein- en metrostations in Rotterdam Centrum zijn:
- Rotterdam Centraal
- Stadhuis (metrostation)
- Beurs (metrostation)
- Leuvehaven (metrostation)
- Eendrachtsplein (metrostation)
- Dijkzigt (metrostation)
- Station Rotterdam Blaak
- Oostplein (metrostation)
- Coolhaven (metrostation)